# Soziales Pflichtjahr
Soziales Pflichtjahr oder auch Allgemeine Dienstpflicht ist eine von verschiedenen Politikern in Deutschland geforderte allgemeine zivile Dienstpflicht für Männer und Frauen, ähnlich dem früher nur von Männern geleisteten Wehrdienst und Zivildienst.

## Debatte über Pflichtdienste im Sozialbereich
Die Debatte zum Thema einer allgemeinen Dienstpflicht wurde bereits vor der Aussetzung der Wehrpflicht 2011 verschiedentlich geführt. Unter anderem als im Jahr 2000 durch die Kreil-Entscheidung des Europäischen Gerichtshofes Frauen der grundsätzliche Zugang zum Militärdienst ermöglicht wurde. Da das früher vorgebrachte Argument, Frauen seien grundsätzlich nicht für Kampfeinsätze geeignet, nun nicht mehr bestand, der militärische Pflichtdienst aber auch weiterhin nur Männer betraf, war hier eine neue Ungleichbehandlung entstanden, auf welche die Gegner der allgemeinen Wehrpflicht hinwiesen.
Gleichzeitig war durch die starke Verkleinerung der Bundeswehr seit den 1990er Jahren der Bedarf an Wehrpflichtigen stark gesunken. Dies führte dazu, dass die Wehrgerechtigkeit zunehmend nicht mehr gegeben war, indem nur noch ein kleiner Teil der wehrpflichtigen Männer überhaupt eingezogen wurde.
Das von Befürwortern der Wehrpflicht häufig angeführte Argument, der Zivildienst sei im Sozialwesen unverzichtbar, konnte als Legitimation der Wehrpflicht nicht herangezogen werden, da der Zivildienst eigentlich eine Ausnahme, der Wehrdienst dagegen die im Gesetz vorgesehene Regel war. Eine Ausnahme kann aber nicht zur Begründung der Regel verwendet werden. Damit war es auch kritisch zu sehen, dass vor der Aussetzung der Wehrpflicht zeitweise mehr Zivildienstleistende als Wehrpflichtige registriert wurden: Im März 2010 leisteten beispielsweise 77.437 Männer Zivildienst, während gleichzeitig nur 32.673 Männer Grundwehrdienst leisteten.
Nach der Aussetzung der Wehrpflicht 2011 wurden im Hinblick auf die angesprochenen sozialen Fragen und zunehmende Schwierigkeiten der Bundeswehr, qualifizierten Nachwuchs zu finden, verschiedene Stimmen laut, die eine allgemeine Dienstpflicht, im Sinne der Geschlechtergerechtigkeit für Männer und Frauen, abzuleisten bei der Bundeswehr oder im sozialen Bereich, fordern.
Bekannteste Vertreterin dieser Forderung ist derzeit Annegret Kramp-Karrenbauer, die sich erstmals im Frühjahr 2018 in diesem Sinne äußerte. Im April 2019 wiederholte sie diese Forderung, mit dem ausdrücklichen Hinweis, es sei keine einfache Rückkehr zur alten Wehrpflicht gemeint.

## Rechtliche Voraussetzungen
Durch nationale Gesetze und internationale Übereinkommen sind verpflichtende Leistungen und Arbeiten grundsätzlich verboten, innerhalb definierter Grenzen sind Ausnahmetatbestände im Übereinkommen über Zwangs- und Pflichtarbeit der Internationalen Arbeitsorganisation (ILO) aus dem Jahr 1930 und in Art. 4 der Europäischen Menschenrechtskonvention möglich. Eine allgemeine Dienstpflicht im Sozialbereich ist hier jedoch nicht ableitbar.

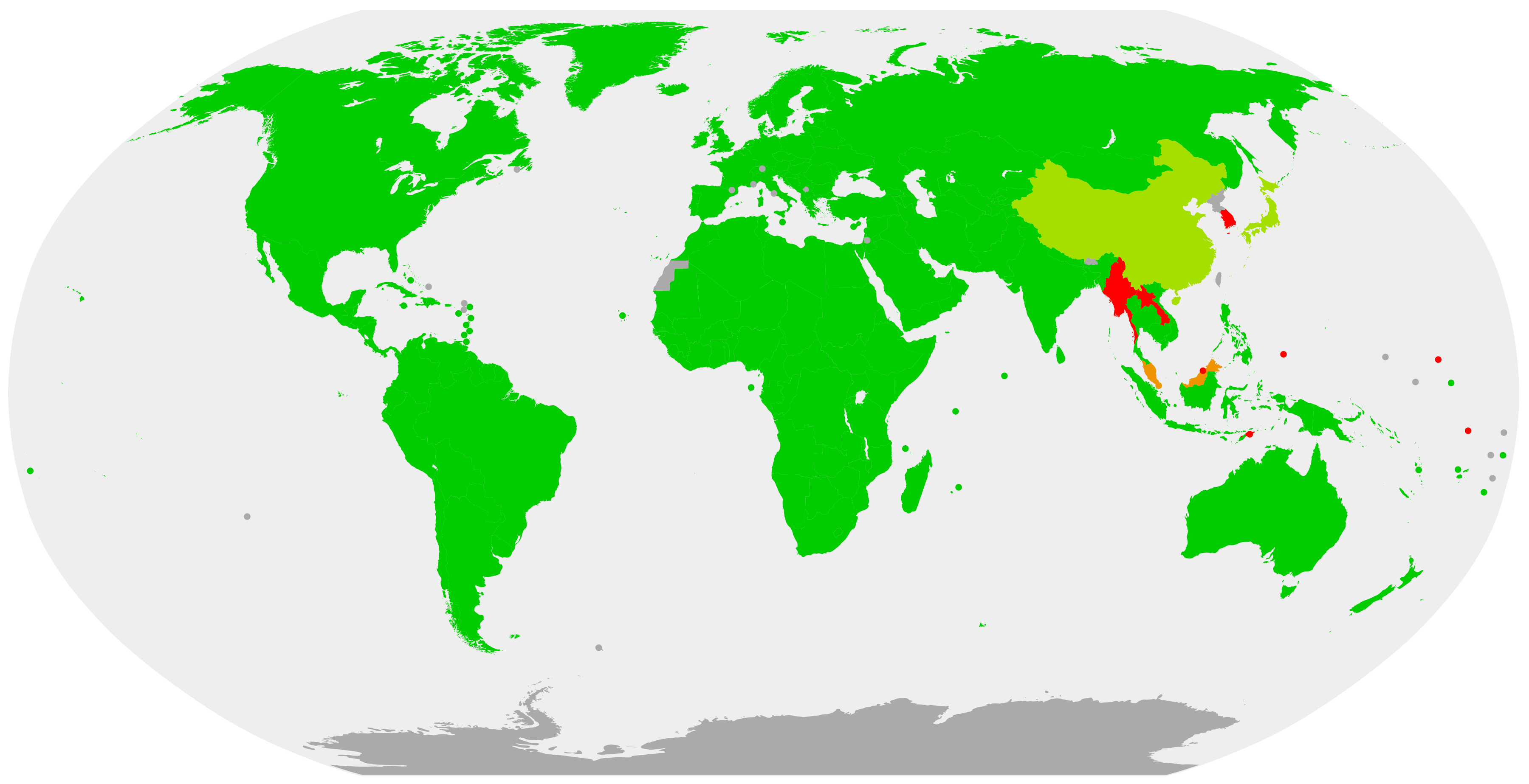
Unterzeichnerstaaten der ILO-Konvention zur Abschaffung der Zwangsarbeit von 1957

Folgende Pflichtdienste gelten nicht als Zwangsarbeit: 
- ein Pflichtdienst beim Militär den damit verbundenen Wehrersatzdiensten, wie dem Zivildienst sowie bei militärähnlichen oder paramilitärischen Einrichtungen
- übliche Bürgerpflichten, wie der verpflichtende Dienst bei einer Pflichtfeuerwehr
- die Arbeit im Strafvollzug
- notwendige Arbeiten in Fällen höherer Gewalt, zum Beispiel verpflichtende Aufräumarbeiten nach Naturkatastrophen (Deichhilfe) oder die zivile Dienstpflicht von bestimmten Berufsgruppen, wie zum Beispiel Ärzten, LKW-Fahrer etc. in wirtschaftlichen Ausnahmesituationen
- Arbeit, die dem unmittelbaren Wohl der Gemeinschaft dient, wie Hand- und Spanndienste in kleinen Gemeinden.[7][8]

Unter Juristen in Deutschland herrscht daher mehrheitlich die Meinung vor, dass einer Einführung eines sozialen Pflichtdienstes das völkerrechtliche Verbot von Zwangsdiensten entgegenstehen könnte. Dies wurde beispielsweise vom wissenschaftlichen Dienst des Bundestages in einem Gutachten so festgestellt.
Auch der Wehrbeauftragte Hans-Peter Bartels äußerte sich 2018 in diesem Sinne. Zudem wies er darauf hin, dass die heute wesentlich kleinere und ganz anders strukturierte Bundeswehr die große Zahl der bei der Einführung einer solchen Dienstpflicht zu erwartenden Wehrpflichtigen überhaupt nicht mehr verwenden könne. Dies habe sich bereits vor der Aussetzung der Wehrpflicht deutlich abgezeichnet. Außerdem wurde argumentiert, dass die von einer solchen Dienstpflicht betroffene Generation durch die demographische Entwicklung ohnehin im Hinblick auf Renten- und Krankenversicherung deutlich stärker benachteiligt werde als frühere Generationen, daher sei eine allgemeine Dienstpflicht eine doppelte Belastung.
Darüber hinaus ist derzeit keine parlamentarische Mehrheit für die Einführung einer solchen zivilen Dienstpflicht absehbar. Umfragen in der Bevölkerung zeigten unterschiedliche Ergebnisse, wobei allerdings die Ablehnung meist überwog.